# Хаос
Ха́ос (греч. χάος, от χαίνω — «зиять», «зевать», «разевать рот», «быть пустым») — в греческой мифологии, поэзии и философии — предшествующее космосу состояние, зияющая изначальная бездна; неупорядоченное первовещество; противопоставлением его выступает конечный, упорядоченный космос. От греческого понятия хаос получила наименование мифопоэтическая концепция хаоса в мифологии в целом, первобытного хаоса.

## Терминология
Греческое χάος, chaos, от корня cha-, отсюда производно chaino, chasco, «зеваю», «разеваю». Поэтому хаос означал в первую очередь «зев», «зевание», «зияние», «разверстое пространство», «пустое протяжение».
Греческое χάος означает «пустота, пропасть, бездна», от глагола χαίνω, «зиять, быть широко раскрытым» и так далее, от пра-и.е. ghen-, родственного др.-англ. geanian, «зиять, разинуть», откуда современное yawn.
Ср. Procl. in Tim. «Древние называли космос пещерой, гарнизоном, гротом…».

## Древняя Греция
Впервые слово «хаос» читается у Гесиода: «Прежде всего возник Хаос» («Теогония» 116). Согласно этому автору, хаос является одной из первооснов сущего, так же как и с Гея, Тартар и Эрос. Из хаоса возникают Эреб и Ночь.
Аристотель отождествлял хаос и место, или пространство, без которого не существует ничто другое. Он утверждал, что Гесиод был прав, рассматривая хаос первым, поскольку все вещи должны находиться где-нибудь. Позднейшие греческие философы могли понимать под хаосом бесконечное пространство, например, Плотин и Секст Эмпирик. Поэты этим словом иногда обозначали просто тьму, Аристофан — воздушное пространство, расположенное между небом и землёй. Хаос часто отождествляли с Тартаром, в том числе у Платона — с подземной бездной, которая безвозвратно поглощает всё некогда живое и символизирующей смерть.
Помимо понимания, согласно которому хоас это зияние, бесконечное пространство, тьма и всепоглощающая бездна, восходящего к Гесиоду, уже некоторые досократики и особенно стоики трактовали хаос как неупорядоченное первовещество; из него случайно или под воздействием упорядочивающих сил был сложен мир. В отличие от хаоса-зияния, хаос-первовещество не является пустым — по стоикам, это весьма разрежённое вещество, сгущающееся под действием вихря и образующее Вселенную; не является бесплодным, будучи наделён творческой потенцией; он есть кладовая первовещества, которая подпитывает космос. Гесиод и досократики использовали термин в контексте космогонии. Хаос Гесиода часто интерпретируется как двигающаяся бесформенная масса, от которой происходят космос и боги, но Эрик Воеглин видит хаос как creatio ex nihilo (созданное из ничего).
Ахилл во Введении к «Феноменам» Арата отмечал, что Фалес Милетский и Ферекид Сирский «началом всего выставили воду. Её, как известно, Ферекид зовёт и Хаосом, вычитавши это, вероятно, у Гесиода».

## Позднейшая культура
Модель первоначального состояния материи враждебно встречали Отцы Церкви со II века н. э., которые полагали творение из ничего всемогущим Богом.
Термин chaos впервые был принят исследователями религий как отсылка к первоначальному состоянию до сотворения. В нём комбинируются отдельные упоминания первоначальных вод или первоначальной тьмы, от которой приходит новый порядок, и первоначальное состояние рассматривается как смесь противоположностей, таких как земля и небо, которые должны быть разделены божеством-создателем в акте сотворения.
В современных исследованиях Библии термин chaos обычно используется в контексте Торы и параллельных рассказов из мифологии Древнего Ближнего Востока. Параллели между еврейской Книгой Бытия и вавилонским Энума элиш были обнаружены Германом Гункелем в 1910 году.
Использование слова chaos в привычном понимании, как «полный беспорядок или путаница», впервые появляется в раннесовременном английском языке (англ. Early Modern English) и изначально подразумевало сатирическое преувеличение.